# محافظة سانما
سانما (Sanma) هي إحدى محافظات جمهورية فانواتو في جنوب المحيط الهادي. يوجد بها أكبر مدن البلاد وهي إسبريتو سانتو التي تبعد عن شمال شرق مدينة سيدني، أستراليا بحوالي 2500 كيلومتراً. الاسم سانما مكون من الأحرف الأولى لجزيرتي المحافظة وهما (إسبريتو) سانتو ومالو. عدد سكانها 32340 نسمة، ومساحتها 4248 كم2. عاصمتها لوغانفل.